# Mario Lega
Mario Lega (né le 20 février 1949 à Lugo, Émilie-Romagne en Italie) est un ancien pilote professionnel de Grand Prix de vitesse moto. Il a remporté le championnat du monde FIM 250 cm3 en 1977 en tant que membre de l'équipe de course d'usine Morbidelli.
Il est détenteur d'un curieux record : il est en effet, parmi les différents pilotes titrés en championnat du monde, le coureur à avoir remporté le moins de courses, n'ayant remporté que le seul Grand Prix de Yougoslavie en 1977.
C'est aussi la première fois qu'un pilote est titré en ayant couru sur deux marques différentes. Il pilotait en effet une Yamaha privée avant d'intégrer l'écurie Morbidelli pour remplacer Paolo Pileri.

## Carrière en course
Mario Lega fait ses débuts dans le championnat italien des cadets en 1966, courant d'abord avec une Italjet puis avec une Minarelli. Devenu junior en 1970, il remporte le Championnat d'Italie de la catégorie l'année suivante, avec une Yamaha TD 250. Promu senior pour la saison 1972, il fait également cette année-là ses débuts en Championnat du Monde, abandonnant au GP des Nations en "quart de litre". À la fin de la saison, Lega est 5e du championnat italien 250 cm3.

## Carrière en Grand Prix Moto
En 1973 : le "centaure de Romagne" tel qu'il est surnommé, est engagé par l'écurie Diemme. Cette année-là, il obtient ses premiers points au Championnat du Monde, avec comme meilleur résultat la 4e place au GP de Yougoslavie en 250 cm3. 
1974 : L'année suivante, il remporte le titre de Champion d'Italie 1974 en 350 cm3 et la deuxième place aux Grand Prix des Nations derrière Giacomo Agostini, toujours en 350.
1975 : Une chute au Paul Ricard, début 1975, marque le début d'une période de crise des résultats avec seulement une 6e place en 250 (Italie) et une 7e en 350 (Yougoslavie). 
1976 : Il ne participe pas au « Continental Circus » de toute l'année.
Retour en 1977 : La crise dure jusqu'en 1977, date à laquelle il est engagé par Morbidelli pour remplacer Paolo Pileri, blessé au GP d'Autriche. Le contrat avec le constructeur basé à Pesaro ne portait initialement que sur trois courses (GP des Nations, France et Espagne), mais a été prolongé grâce aux bons résultats de Lega, qui se hisse en tête du classement 250 à l'issue de ces courses. Cette période faste se confirme en Yougoslavie où il remporte sa 1re et unique course en championnat du monde de vitesse moto en 250 cm3 (son moteur casse en 350 cm3). Les Morbidelli sont intouchables ici et Mario Lega remporte donc ce GP devant Katayama et Tom Herron (en). C'est également la première victoire de Morbidelli en 250. L'autre machine, pilotée par Pileri de retour en GP, a cassé.
Grâce ensuite aux podiums obtenus en Belgique, en Suède et en Tchécoslovaquie, Lega devient champion du monde de la catégorie 250 cm3.
En 1977, en catégorie 350 cm3 il remporte seulement une belle 2e place au GP des Nations à Imola derrière le Sud-Africain Alan North qui gagne là le seul Grand Prix de sa carrière.
1978 : La saison 1978 est une saison moins réussie pour le pilote de Lugo, seulement septième au classement du championnat 250 cm3 remporté par un autre Sud-Africain, Kork Ballington sur sa Kawasaki KR. En 350 cm3 il ne marque qu'un seul point en Italie pour sa 10e place. 
En 1979 : Lega ne participe plus aux championnats de vitesse. Il fait une tentative en Championnat d'Europe d'endurance, faisant équipe avec Víctor Palomo (es) sur une Ducati, obtenant la 8e place du classement final. À la fin de la saison, il se retire de la compétition, poursuivant sa profession - jamais interrompue même pendant son engagement en tant que pilote officiel Morbidelli - à la SIP (Société Italienne pour l'Exercice des Télécommunications).
Il commente actuellement les courses de MotoGP pour la Gazzetta dello Sport et est moniteur de conduite.

## Résultats en Grand Prix Moto
Système de points de 1968 à 1993 :
| Position | 1er | 2e | 3e | 4e | 5e | 6e | 7e | 8e | 9e | 10e |
| Points   | 15  | 12 | 10 | 8  | 6  | 5  | 4  | 3  | 2  | 1   |

| Couleur  | Résultat                       |
| -------- | ------------------------------ |
| Or       | Vainqueur                      |
| Argent   | 2e place                       |
| Bronze   | 3e place                       |
| Vert     | Classé dans les points         |
| Bleu     | Classé hors des points         |
| Bleu     | Non classé (Nc.)               |
| Violet   | Abandon (Abd.)                 |
| Rouge    | Non qualifié (Nq.)             |
| Rouge    | Non pré-qualifié (Npq.)        |
| Noir     | Disqualifié (Dsq.)             |
| Blanc    | Non partant (Np.)              |
| Blanc    | Forfait (Forf.)                |
| Blanc    | Course annulée (A)             |
| Neutre   | Non présent                    |
| Neutre   | Exclu (Ex.)                    |
| Gras     | Pole position                  |
| Italique | Meilleur tour en course        |
| †        | Classé sans terminer la course |
| 1 2 3 …  | Classement dans la catégorie   |

| Année | Catégorie | Équipe     | 1     | 2       | 3      | 4      | 5     | 6      | 7     | 8      | 9      | 10    | 11     | 12     | 13    | Points | Rang | Victoire |
| ----- | --------- | ---------- | ----- | ------- | ------ | ------ | ----- | ------ | ----- | ------ | ------ | ----- | ------ | ------ | ----- | ------ | ---- | -------- |
| 1973  | 250 cm3   | Yamaha     | FRA - | AUT -   | GER -  |        | TT -  | YUG 8  | NED - | BEL -  | CZE 1  | SWE - | FIN -  | ESP -  |       | 9      | 22e  | 0        |
| 1973  | 350 cm3   | Yamaha     | FRA - | AUT -   | GER -  | NAT 3  | TT -  | YUG -  | NED - |        | CZE -  | SWE - | FIN -  | ESP -  |       | 3      | 36e  | 0        |
| 1973  | 500 cm3   | Yamaha     | FRA - | AUT -   | GER -  |        | TT -  | YUG -  | NED - | BEL -  | CZE 4  | SWE - | FIN -  | ESP -  |       | 4      | 34e  | 0        |
| 1974  | 350 cm3   | Yamaha     | FRA - | GER -   | AUT -  | NAT 12 | TT -  | NED -  | BEL - | SWE -  | FIN -  | CZE - |        |        |       | 12     | 18e  | 0        |
| 1975  | 250 cm3   | Yamaha     | FRA - | ESP -   |        | GER -  | NAT 5 | TT -   | NED - | BEL -  | SWE -  | FIN - | CZE -  | YUG -  |       | 5      | 26e  | 0        |
| 1975  | 350 cm3   | Yamaha     | FRA - | ESP -   | AUT -  | GER -  | NAT - | TT -   | NED - |        |        | FIN - | CZE -  | YUG 4  |       | 4      | 32e  | 0        |
| 1977  | 250 cm3   | Morbidelli | VEN 2 | GER -   | NAT 12 | ESP 6  | FRA 8 | YUG 15 | NED 6 | BEL 10 | SWE 12 | FIN 4 | CZE 10 | GBR -  |       | 85     | 1er  | 1        |
| 1977  | 350 cm3   | Morbidelli | VEN - | GER -   | NAT 12 | ESP -  | FRA - | YUG -  | NED - |        | SWE -  | FIN - | CZE -  | GBR -  |       | 12     | 19e  | 0        |
| 1978  | 250 cm3   | Morbidelli | VEN 5 | \|ESP 5 |        | FRA -  | NAT - | NED 1  | BEL 5 | SWE 4  | FIN 10 | GBR - | GER -  | CZE 10 | YUG 4 | 44     | 7e   | 0        |
| 1978  | 350 cm3   | Yamaha     | VEN - |         | AUT -  | FRA -  | NAT 1 | NED -  | BEL - | SWE -  | FIN -  | GBR - | GER -  | CZE -  | YUG - | 1      | 27e  | 0        |